# Міжселенна територія Совєтсько-Гаванського району
Міжселенна територія Совє́тсько-Га́ванського району (рос. Межселенная территория Советско-Гаванского района) — муніципальне утворення у складі Совєтсько-Гаванського району Хабаровського краю, Росія.
Згідно із федеральними законами територія напряму підпорядковується районній владі.
Населення міжселенної території становить 11 осіб (2019; 33 у 2010, 64 у 2002).
Станом на 2002 рік село Гроссевичі, селища Іннокентьєвський та Нельма перебували у складі Совєтсько-Гаванської міської адміністрації, так як місто мало статус обласного підпорядкування, селище Коппі перебувало у складі Гаткинської сільської адміністрації.

## Склад
До складу сільського поселення входить:
| Населений пункт          | Населення, осіб (2002) | Населення, осіб (2010) |
| ------------------------ | ---------------------- | ---------------------- |
| Гроссевичі, село         | 3                      | 3                      |
| Іннокентьєвський, селище | 11                     | 5                      |
| Коппі, селище            | 31                     | 17                     |
| Нельма, селище           | 19                     | 8                      |